# Wiroj Lakkhanaadisorn
Wiroj Lakkhanaadisorn (thaï : วิโรจน์ ลักขณาอดิศร) est un homme politique thaïlandais né le 11 décembre 1977 à Bangkok.
Membre du Parti du nouvel avenir puis de son de facto successeur Aller de l'avant, il en devient le porte-parole de mars 2020 à février 2022. Il est aussi membre sur liste proportionnel de la Chambre des représentants de son élection en 2019 jusqu'à février 2022. Il démissionne de ses deux fonctions pour se présenter à l'élection au poste de gouverneur de Bangkok de 2022, mais arrive loin derrière Chadchart Sittipunt, candidat indépendant, mais nettement derrière Suchatvee Suwansawat, candidat du Parti démocrate.
Il est de nouveau élu à la Chambre des représentants à l'issue des élections législatives de 2023.

## Résultats électoraux

### Locales

#### Élection du gouverneur de Bangkok
| Année | Parti | Parti | Voix    | %    | Rang | Issue |
| ----- | ----- | ----- | ------- | ---- | ---- | ----- |
| 2022  |       | AA    | 253 938 | 9,49 | 3e   | Battu |